# Chemiometria
La chemiometria è una branca della chimica che studia l'applicazione dei metodi matematici o statistici ai dati chimici.
Il termine chemometrics è stato coniato nel 1972 da Svante Wolde e Bruce Kowalski.
La International Chemometrics Society (ICS) ne dà la seguente definizione: «la chemiometria è la scienza di relazionare le misure effettuate su un sistema o su un processo chimico allo stato del sistema via applicazione di metodi matematici o statistici.»
La ricerca chemiometrica abbraccia diversi settori: 
- Il disegno sperimentale
- L'analisi delle componenti principali
- L'analisi dei cluster
- I metodi di classificazione
- I metodi di regressione

## Metodo
La determinazione del datavector, ovvero "vettore dei dati", associato a un analita corrisponde alla quantificazione sperimentale del valore di tutte le variabili che caratterizzano quell'analita stesso. Ad esempio, l'insieme delle concentrazioni di ogni singolo componente di una lega metallica rappresenta il datavector della lega in esame. Geometricamente un datavector è rappresentato da un punto nell'iperspazio delle variabili di cui si compone.
Analita, datavector e punto nell'iperspazio sono tutti in reciproca corrispondenza biunivoca e maggiore sarà la distanza tra i punti rappresentativi di più campioni differenti, minore similitudine chimica avranno tali campioni. Questa caratteristica è di fondamentale importanza per le fasi di classificazione e di discriminazione: nella fase di classificazione i datavector relativi a campioni noti dello stesso analita vengono raggruppati a formare la matrice dei dati che successivamente verrà opportunamente elaborata (es. proiezione su autovettori) per trarne l'informazione finale, mentre la fase di discriminazione (o predizione) permette di attribuire i datavector relativi a campioni incogniti a un raggruppamento ricavato dalla precedente classificazione.